# طوم أورباني
طوم أورباني (بالإنجليزية: Tom Urbani)‏ هو لاعب كرة قاعدة أمريكي، ولد في 21 يناير 1968 في سانتا كروز في الولايات المتحدة.

## وصلات خارجية
- طوم أورباني على موقع دوري كرة القاعدة الرئيسي (الإنجليزية)
- طوم أورباني على موقعبيزبول رفرنس.كوم (الدوري الرئيسي) (الإنجليزية)
- طوم أورباني على موقعبيزبول رفرنس.كوم (الدوري الثانوي) (الإنجليزية)
- طوم أورباني على موقع إي إس بي إن.كوم (أم.أل.بي) (الإنجليزية)
- طوم أورباني على موقع مشجعي الرسوم البيانية (الإنجليزية)